# Goães (Amares)
Goães es una freguesia portuguesa del concelho de Amares, con 3,21 km² de superficie y 647 habitantes (2001). Su densidad de población es de 201,6 hab/km².